# تاریخ مجارستان
مجارستان در مرزهای مدرنش (پس از ۱۹۴۶) تقریباً به دشت بزرگ مجارستان (حوضه پانونی) محدود می‌شود. در دوران عصر آهن، در محدوده فرهنگی سلت‌ها، ایلیری‌ها و ایرانی (سکاها) بود. این منطقه به نام پانونی نامگذاری شد، و در دههٔ ۲۰ میلادی به استان رومی پانونیا تبدیل شد. کنترل روم با تهاجم هون‌ها در ‎۳۷۰–۴۱۰ سقوط کرد و پانونیا از قرن پنجم تا اواسط قرن ششم بخشی از پادشاهی استروگوت‌ها بود که بعداً به دست آوارهای اوراسیایی (سده‌های ۶ تا ۹) افتاد.
وطن‌گیری مجارها در طول قرن نهم اتفاق افتاد. مجارها در اواخر سده ۱۰ میلادی مسیحی شدند و در سال ۱۰۰۰ میلادی، پادشاهی مسیحی مجارستان تأسیس شد، که به مدت سه قرن توسط دودمان آرپاد اداره می‌شد. در قرون وسطی، پادشاهی فراتر از پانونیا رفت و به ساحل دریای آدریاتیک گسترش یافت. در سال ۱۲۴۱ در پادشاهی بلای چهارم، به مجارستان توسط مغولها تحت رهبری باتوخان حمله شد. مجارها که از نظر تعداد بسیار کمتر از مغول‌ها بودند در نبرد موهی شکست خوردند. بلا به امپراتوری مقدس روم گریخت. در این تهاجم بیش از ۵۰۰٬۰۰۰ مجار قتل‌عام و کل پادشاهی به خاکستر تبدیل شد. پس از انقراض سلسله آرپاد در سال ۱۳۰۱، پادشاهی قرون وسطایی ادامه داشت و به تدریج به دلیل افزایش فشار توسط گسترش امپراتوری عثمانی، نفوذش کاهش یافت. مجارستان در سده پانزدهم، مهم‌ترین جنگ‌های عثمانی در اروپا را ناظر بود. اوج این مبارزه در زمان حکومت ماتیاس کورینووس (‎۱۴۵۸–۱۴۹۰) رخ داد. جنگ‌های عثمانی و مجارستان پس از نبرد موهاچ در سال ۱۵۲۶ باعث شد امپراتوری بخش قابل توجهی از قلمرویش را از دست بدهد و پادشاهی چندپاره شود.
دفاع در برابر گسترش عثمانی به هابسبورگ منتقل شد و باقی‌مانده پادشاهی مجارستان تحت حکومت هابسبورگ قرار گرفت. سرزمین از دست‌رفته با نتیجه جنگ بزرگ عثمانی بازپس گرفته شد و درنتیجه تمام مجارستان بخشی از پادشاهی هابسبورگ گردید. پس از قیام‌های ملی در سال ۱۸۴۸، سازش اتریشی-مجاری ۱۸۶۷، به ایجاد پادشاهی دوگانه با اتریش با عنوان اتریش-مجارستان منجر شد که بین سال‌های ‎۱۸۶۷–۱۹۱۸ ادامه یافت. سرزمینی که تحت فرمان هابسبورگ بود بسیار بزرگتر از مجارستان مدرن بود و پس از حل و فصل کرواسی-مجارستان در سال ۱۸۶۸ با موقعیت سیاسی پادشاهی کرواسی-اسلوونی در سرزمین پادشاهی ایشتوان یکم قرار گرفت.
بعد از جنگ جهانی اول، قدرت‌های مرکز انحلال اتریش-مجارستان را تحمیل کردند. معاهدات سن ژرمن اللی و تریانون حدود ۷۲ درصد قلمرو پادشاهی مجارستان را به چکسلواکی، پادشاهی رومانی، پادشاهی صرب‌ها، کروات‌ها و اسلوونی‌ها، جمهوری نخست اتریش، جمهوری دوم لهستان و پادشاهی ایتالیا تقسیم کردند. پس از آن یک جمهوری خلق کوتاه مدت اعلام شد که بعدتر به پادشاهی مجارستان تبدیل شد و توسط نایب‌السطنه، میکلوش هورتی که رسماً پادشاهی کارل را نمایندگی می‌کرد، اداره شد.
در طول جنگ جهانی دوم مجارستان در ۱۹۴۴ تحت اشغال آلمان و سپس تا پایان جنگ تحت اشغال شوروی قرار گرفت. پس از جنگ، در مرزهای کنونی مجارستان جمهوری خلق سوسیالیستی تأسیس شد که از سال ۱۹۴۹ تا پایان کمونیسم در مجارستان تا ۱۹۸۹ ادامه یافت. جمهوری سوم مجارستان، نظام فعلی بر اساس نسخه اصلاح شده قانون اساسی تأسیس شد.
مجارستان در سال ۲۰۰۴ به اتحادیه اروپا پیوست.

## جنگ جهانی دوم
نتایج نخستین حکمیت وین به روشنی به مجارستان نشان داد پشتیبانی آلمان جهت تجدید نظر در شرایط ارضی کنونی الزامی است. از این رو، اواخر سال ۱۹۳۸ و اوایل سال ۱۹۳۹ دولت مجارستان به رهبری بلا ایمرِدی تلاش کرد از طریق اقدامات مختلف تمایل خود به آلمان را به نمایش دهد. ماه نوامبر سال ۱۹۳۸ به اقلیت آلمانی اجازه داده شد سازمان‌هایی با ایدئولوژی همسوی آلمان تشکیل دهند. مجارستان در ادامه از قصد خود برای خروج از جامعه ملل همانند آلمان و پیوستن به پیمان ضد کمینترن اطلاع داد. بدین شکل پس از انحلال چکسلواکی، کشور تازه‌تاسیس ناحیه روتنیا، خاک تاریخی مجارستان با مساحتی بالغ بر ۱۲ هزار کیلومتر مربع و جمعیت ۵۵۰ هزار نفر دوباره به مجارستان ضمیمه شد. نیروهای مجارستان بین روزهای ۱۵ تا ۱۸ مارس سال ۱۹۳۹ بر این ناحیه مسلط شدند. ولی از مشارکت در تهاجم آلمان به لهستان اجتناب کرد و حتی برای پناهندگان لهستانی راه گریزی گشود. پس از آغاز جنگ جهانی دوم مجارستان، ضمن پیگیری سیاست‌های تجدیدنظرطلبانه، در ابتدا سعی در دوری از درگیر شدن با قدرت‌های بزرگ و حفظ بی‌طرفی نظامی داشت. تابستان سال ۱۹۴۰ پس از آن که شوروی با صدور ضرب‌الاجل نواحی بسارابی و بوکوفینای شمالی را از رومانی پس گرفت، مجارستان نیز تلاش‌ها برای بازپس‌گیری ترانسیلوانی را تشدید نمود. به توصیه آلمان، مذاکرات دو طرفه بین مجارستان و رومانی جهت حل این اختلاف از روز ۱۶ اوت سال ۱۹۴۰ در تورنو سورین آغاز شد. با توجه به عدم حصول توافق، مجدداً قرار بر حکمیت آلمان و ایتالیا گردید. بر مبنای حکمیت انجام شده در روز ۳۰ اوت که به دومین حکمیت وین شهرت یافت، مجارستان حدود ۴۳ هزار کیلومتر مربع از ناحیه ترانسیلوانی را با حدود ۲٫۵ میلیون سکنه پس گرفت. مجارستان در شعف از این یاری آلمان، همکاری با این کشور را افزایش داد و روز ۲۰ نوامبر به پیمان سه‌جانبه پیوست. بدین ترتیب بی‌طرفی مجارستان در جنگ به پایان رسید. با آغاز تهاجم آلمان به یوگسلاوی در ماه آوریل سال ۱۹۴۱، نیروهای مجارستانی نیز وارد خاک این کشور شدند. در پی فروپاشی یوگسلاوی، در تقدیر از مشارکت مجارستان نواحی باچکا، بارانیا و موراکوز با مجموع جمعیت حدود یک میلیون نفر به این کشور ملحق گشتند. بدین شکل، با پیگیری سیاست تجدیدنظرطلبی مساحت مجارستان بین سال ۱۹۳۸ تا ۱۹۴۱ تقریباً به مساحت پیشین خود نزدیک‌تر شد. این درحالی بود که مجارستان تا این زمان با هیچ کشوری درگیر جنگ نشده بود.
آلمان در طرح عملیاتی بارباروسا برای تهاجم به شوروی، مشارکت فعالی برای مجارستان در نظر نگرفت و با تأکید هیتلر مقاصد خود را با رهبران این کشور در میان نگذاشت. از مجارستان خواسته شد در مقابل خطر شوروی، مرزهای شرقی خود در کوه‌های کارپات را تقویت کند. با وجود ابراز وعده‌هایی مبنی بر اعطای امتیازاتی به «مجارستان دوست» پس از پایان جنگ، به نظر می‌رسد آلمان به منظور جلوگیری از مطرح شدن ادعاهای تجدیدنظرطلبانه بیشتر از طرف مجارستان مخصوصاً علیه رومانی به عنوان متحد آلمان، از دخیل کردن این کشور در عملیات خودداری می‌کرد. با این وجود، در ادامه سیاست تجدیدنظرطلبانه خود، از ماه مه سال ۱۹۴۱ بخش عملیات ستاد کل مجارستان شروع به آماده‌سازی جهت بسیج آرایش‌هایی برای «یک دفاع تهاجمی» در مقابل شوروی نمود. آلمانی‌ها در نهایت روز ۱۹ ژوئن، تنها سه روز پیش از آغاز تهاجم، از قصد خود برای حمله به شوروی برای مجارستان پرده برداشتند.